# Cosimo Schena
Cosimo Schena (Binche, 4 giugno 1956) è un allenatore di calcio ed ex calciatore belga, di ruolo difensore.

## Biografia
Anche i suoi fratelli Orazio e Dominique erano ex calciatori professionisti e successivamente anche allenatori. Suo nipote Damien (figlio di Dominique, deceduto a 51 anni nel 2011) è presidente dei dilettanti del RFC Ressaix.

## Caratteristiche tecniche
Era un difensore.

## Carriera

### Giocatore
Nella stagione 1973-1974 è in rosa al Charleroi, con cui conquista una promozione dalla seconda alla prima divisione belga; debutta in quest'ultimo campionato nella stagione 1974-1975, terminata dai bianconeri con un quattordicesimo posto in classifica. Anche nelle stagioni 1975-1976, 1976-1977, 1977-1978 e 1978-1979 milita in questo campionato, disputando in totale 68 partite e segnando 6 reti nell'arco di cinque stagioni in massima serie. Le ultime due annate sono state quelle di maggior successo per la sua squadra, che nel 1978-1979 arriva nona in classifica, mentre nel 1977-1978 gioca (e perde) la finale di Coppa del Belgio, competizione nella quale Schena realizza 2 reti negli ottavi di finale contro l'Anderlecht e scende in campo anche negli ultimi venti minuti della finale, persa per 2-0 contro il Club Bruges.
Nel 1979 Schena viene ceduto al La Louvière, formazione neoretrocessa in seconda divisione: il difensore milita nella formazione biancoverde per le successive cinque stagioni (fino al 1984), tutte in questa categoria; nell'ultima annata la squadra retrocede in terza divisione, categoria nella quale lo stesso Schena militerà fino al 1987, con il RUS Binche, formazione della sua città natale, con cui gioca poi anche nella stagione 1987-1988 in quarta divisione, dopo la retrocessione maturata nell'anno precedente.

### Allenatore
Nel 2000 ha allenato il Pâturages, squadra della quinta divisione belga.
Nella stagione 2008-2009 ha allenato i dilettanti dell'Hornu.
Il 14 marzo 2016 è stato esonerato dal RUS Binche, squadra che aveva allenato per molti anni in due diversi periodi (il primo iniziato nel 2002, il secondo nel 2009, sostituendo in panchina il fratello maggiore Orazio) e che si trovava al settimo posto in classifica nel secondo livello regionale del campionato belga.